# Shōhei Imamura
Shohei Imamura (n. Tokio; 15 de septiembre de 1926 - f. 30 de mayo de 2006) fue un director de cine japonés. Profesor en la Escuela de cine de Yokohama. Está considerado el director de cine más destacado de Japón tras la muerte de Akira Kurosawa, y uno de los grandes representantes de la Nueva Ola japonesa de los años 60.
Estudió en la Universidad Waseda, iniciándose como actor y autor teatral. En el cine se inicia como ayudante del director Yasujirō Ozu; más tarde trabaja para la productora Nikkatsu, famosa por sus películas de porno blando. Más tarde su cine se centra en el estudio de las capas populares japonesas a lo largo de la Historia.
La crítica ha destacado su inconformismo humanista, al denunciar el paso de la sociedad nipona de la tradición al consumismo.
Entre sus filmes destacan Deseo robado 1958, Los pornógrafos 1966, La venganza es mía 1979, Eijanaika 1981, Doctor Akagi 1998. Imamura ganó dos veces la Palma de Oro del Festival de Cannes: la primera en 1983 por La balada de Narayama, y la segunda en 1997 por La anguila.

## Filmografía
- El sol en los últimos días del Shogunato (1957)
- Stolen desire (1958)
- Nishi Ginza Station (1958)
- Endless desire (1958)
- My second brother (1959)
- Pigs and Battleships (1961)
- Foundry Town (1962) (coescritor)
- La mujer insecto (1963)
- Unholy Desire o Intentions of murder (1964)
- The Pornographers (1966)
- A Man Vanishes (1967)
- The Profound Desire of the Gods or Kuragejima - Legends from a Southern Island (1968)
- History of Postwar Japan as Told by a Bar Hostess (1970)
- Karayuki-san, the Making of a Prostitute (1975)
- La venganza es mía (1979)
- Eijanaika (Ee ja nai ka) o Why Not? (1981)
- La balada de Narayama (1983, Palma de Oro)
- Zegen, el señor de los burdeles (1987)
- Black Rain (Lluvia negra) (1989)
- La anguila (1997, Palma de Oro)
- Dr. Akagi (1998)
- Agua tibia bajo un puente rojo (2001)
- 11'9"01 September 11 (un episodio) (2002)

## Premios y reconocimientos
Festival Internacional de Cine de Cannes
| Año  | Categoría                         | Película              | Resultado |
| ---- | --------------------------------- | --------------------- | --------- |
| 1983 | Palma de Oro                      | La balada de Narayama | Ganador   |
| 1989 | Jurado Ecuménico-Mención especial | Kuroi ame             | Ganador   |
| 1997 | Palma de Oro                      | La anguila            | Ganador   |

Festival Internacional de Cine de Venecia
| Año  | Categoría     | Película              | Resultado |
| ---- | ------------- | --------------------- | --------- |
| 2002 | Premio UNESCO | 11'09"01 September 11 | Ganador   |